# 加治みなみ
加治 みなみ（かじ みなみ）は、日本の女優。VANZ ENTERTAINMENT所属。

## 出演

### 映画
- HERO（2015年）[注釈 1]
- 葉桜（2015年）[1] - 主演

### 舞台
- SKY SOART ψ WINGS 第11回公演『桜の園の裏の園』（2011年1月18日 - 20日） - ドゥニャーシャ 役[2]
- ミュージカル ハッピーバースデー（2011年8月24日 - 28日） - 静代 役
- 東京俳優市場2013春（2013年5月2日 - 6日） - さくら先生 役
- 美内すずえ×ガラスの仮面 劇場 劇団つきかげプレ旗揚げ公演『女海賊ビアンカ』（2013年11月27日 - 12月1日） - ルチア姫 役
- TARO〜俺たちが救う!!〜（2015年1月21日 - 25日）[3] - 新田ゆか、乙姫、おばあちゃんの3役
- 空海劇場「一痕の残月〜morning moon〜」（アクロス福岡シンフォニーホール） - 主演・原案・脚本補佐・宣伝チラシ・パンフレットの表紙デザインの撮影[4]
- 月讀〜TSUKUYOMI〜（2017年1月6日 - 8日） - 主演・月影 役[5][注釈 2]

このほか、VANZ Entertainmentが企画する舞台9作品に出演。

### イベント
- 空海劇場2016 ―清らかなる生命の響き。―「第一章 息吹 ―珠玉なる生命の鼓動―」（2016年11月3日）[6]
- U.M.U AWARD 2016決勝大会（2016年11月27日） - 司会
- Legend Tokyo Chapter.7 WEST RISE（2017年8月19日 - 20日） - 司会
- U.M.U AWARD 2017決勝大会（2017年11月25日） - 司会
- 第23回idol singer collection（2018年4月2日）[7][8]

### 映像作品
- 世界が認めるスーパーダンサーTAKAHIROが考案！アニソンエクササイズ（DVD、2014年1月31日）[9]

## ディスコグラフィ
1stミニ・アルバム『はじめ』（2020年12月3日発売）
- レーベル : ホリプロ

| 全作詞: カジミナミ。 |                               |            |            |            |      |
| #                    | タイトル                      | 作詞       | 作曲       | 編曲       | 時間 |
| 1.                   | 「東京タワー」                | カジミナミ | 黒須チヒロ | 星勝       | 3:39 |
| 2.                   | 「femme fatale 〜紫色の雨〜」 | カジミナミ | 星勝       | 星勝       | 3:57 |
| 3.                   | 「青の月」                    | カジミナミ | 黒須チヒロ | 松岡モトキ | 4:55 |
| 4.                   | 「dive...」                   | カジミナミ | 黒須チヒロ | 松岡モトキ | 4:43 |
| 5.                   | 「silent」                    | カジミナミ | 星勝       | 星勝       | 4:34 |
| 合計時間:            | 合計時間:                     | 合計時間:  | 合計時間:  | 21:48      |      |